# Dallet

Dallet este o comună în departamentul Puy-de-Dôme, Franța. În 1 ianuarie 2018 avea o populație de 1.501 de locuitori.